# Kosmacz (gmina)
Kosmacz – dawna gmina wiejska w powiecie kołomyjskim województwa stanisławowskiego II Rzeczypospolitej. Siedzibą gminy był Kosmacz.
Gminę utworzono 1 sierpnia 1934 r. w ramach reformy na podstawie ustawy scaleniowej z dotychczasowej gminy wiejskiej Kosmacz.
Po II wojnie światowej obszar gminy znalazł się w ZSRR.